# بوبي هاريس
بوبي هاريس (بالإنجليزية: Bobby Harris)‏ هو لاعب كرة القدم الكندية أمريكي، ولد في 15 يونيو 1983 في ريتشموند في الولايات المتحدة.